# Ванькович Станіслав Олександрович
Станіслав Олександрович Ванькович (пол. Stanisław Wańkowicz) (23 грудня 1860, Вільно, Російська імперія— 5 жовтня 1937, Вільно, Польща) — польський дипломат. Голова польської місії в Києві, у ранзі надзвичайного посла і повноважного міністра Польщі при гетьмані Павлу Скоропадському. Депутат 2-ї та 3-ї Державної Думи Російської Імперії від Віленської губернії.

## Біографія
Народився 23 грудня 1860 року, поляк, римо-католицького віросповідання, дворянин.
Закінчив Віленське реальне училище і Училище морських інженерів в Кронштадті. Дев'ять років служив на флоті. Почесний мировий суддя. Товариш голови Віленського сільськогосподарського товариства. Займався сільським господарством у своєму маєтку (1,5 тисячі десятин). Одружений.
6 лютого 1907 року обраний до 2-ї Державної Думи Російської імперії від загального складу виборців Віленських губернських виборчих зборів. Входив в Польське коло. Член Аграрної комісії.
18 жовтня 1907 року обраний до 3-ї Державної Думи Російської імперії від загального складу виборщиків Віленських губернських виборчих зборів. Входив в групу західних окраїн імперії. Член ряду комісій, заступник голови земельної комісії. Підписав законопроєкти: «Про поширення Земського положення на Область війська Донського», «Про заснування землевпорядних комісій в степових областях», «Про скасування смертної кари». Доповідач комісій: з рибальства, із чиншового питання.
У 1918 році — Голова польської місії в Києві, у ранзі надзвичайного посла і повноважного міністра Польщі при гетьмані Павлу Скоропадському. Мав повноваження від Регентської ради Королівства Польського, щодо встановлення дипломатичних відносин між Польщею та Україною..
5 жовтня 1937 року помер і похований у Вільнюсі.